# Кшево (Підляське воєводство)
Кшево (пол. Krzewo) — село в Польщі, у гміні Пйонтниця Ломжинського повіту Підляського воєводства.
Населення — 266 осіб (2011).
У 1975-1998 роках село належало до Ломжинського воєводства.

## Демографія
Демографічна структура станом на 31 березня 2011 року:
|          | Загалом | Допрацездатний вік | Працездатний вік | Постпрацездатний вік |
| -------- | ------- | ------------------ | ---------------- | -------------------- |
| Чоловіки | 140     | 33                 | 93               | 14                   |
| Жінки    | 126     | 25                 | 73               | 28                   |
| Разом    | 266     | 58                 | 166              | 42                   |